# Astralis
Astralis est une équipe danoise d'esport, jouant sur Counter-Strike: Global Offensive créée en 2016 par les joueurs de la Team SoloMid et détenue par Astralis Group. Considérée comme la meilleure équipe de l'histoire du jeu, elle est notamment la seule à avoir gagné quatre Majors, dont trois d'affilée.

## Histoire
En 2015, les joueurs de la Team SoloMid se retrouvent sans organisation. Ainsi, avec l'aide de Jakob Kristensen, fondateur de Copenhagen Wolves, de Nikolaj Nyholm, un investisseur danois, et de Tommy Ahlers, homme politique et homme d'affaires danois, ils décident de créer Astralis en janvier 2016 et deviennent donc copropriétaires de la structure, une première dans l'histoire de Counter-Strike: Global Offensive,. Le même mois, ils participent à la DreamHack Liepzig 2016 et finissent 4e. Toujours en 2016, ils finissent quatrièmes à la MLG Major Colombus et cinquièmes à la ESL One: Cologne 2016, cette dernière étant marquée par l’hospitalisation de dupreeh la veille du quart de finale contre les Virtus.pro. En Octobre gla1ve rejoint l'équipe à la suite du départ de karrigan pour les FaZe.
En 2017, ils remportent leur premier Major, l'Eleague Major 2017, contre les Virtus.pro ainsi que l'IEM Season XI World Championship. En novembre, c'est au tour de dev1ce d'avoir des soucis de santé, le forçant à arrêter la compétition. Il est remplacé tour à tour par Pimp, Dennis et RUBINO.

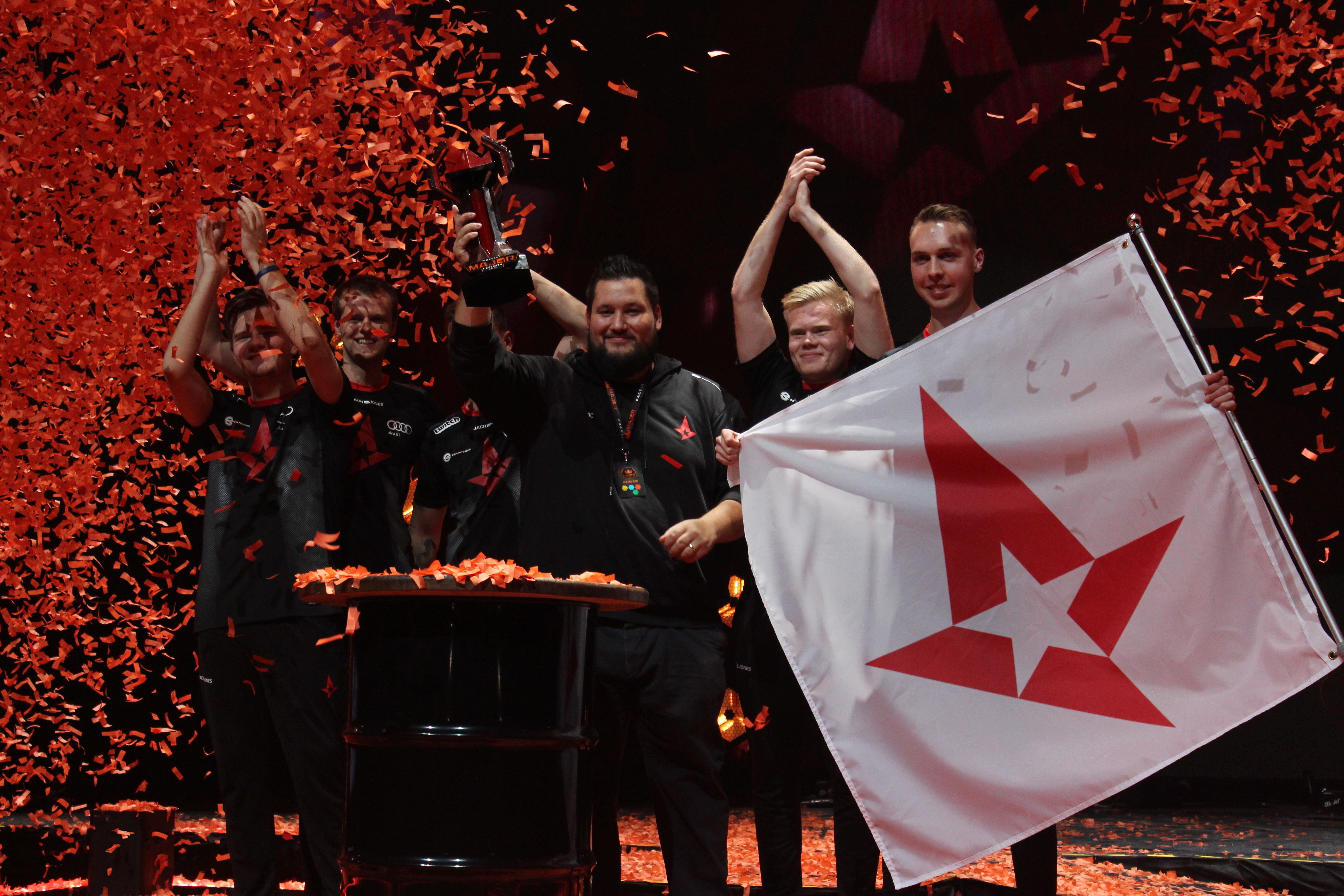
La victoire au FACEIT Major 2018

L'année 2018 sera le début du règne. En janvier, dev1ce est de retour dans l'équipe  suivi d'un mois après de l'arrivée de Magisk qui remplace Kjaerbye parti chez North. Malgré cela, les Astralis finissent 13ème à la  ELEAGUE Major: Boston 2018 mais se rattrapent très vite en remportant la saison 7 de l'ESL Pro League, la saison 5 de l'Esports Championship Series, l'ELEAGUE CS:GO Premier 2018, le tout aboutissant sur une victoire à la FACEIT Major: London 2018. Ne s'arrêtant pas là, ils finissent l'année avec deux autres succès, la saison 6 de l'Esports Championship Series et la saison 8 de l'ESL Pro League.
En 2019, l'équipe continue de se distinguer en remportant les deux Majors de l'année, devenant ainsi la plus titrée avec quatre sacres. Par ailleurs RFRSH Entertainment qui détient Astralis décide de s'en séparer. Étant aussi organisatrice des compétitions BLAST Pro Series, la société veut éviter les conflits d’intérêts. Les fondateurs créés donc une nouvelle entité, RFRSH Team qui deviendra par la suite Astralis Group et ne seront plus liés avec RFRSH Entertainment,.
En 2020, zonic annonce vouloir agrandir son effectif avec pour objectif la performance sur le long terme tout en préservant la santé de ses joueurs. La structure obtient la signature d'es3tag arrivant en fin de contrat avec Heroic, qui rejoindra l'équipe le 1er juillet, suivi de quelques jours après par le recrutement de JUGi récemment mis sur le banc de North. Alors que l'équipe fini victorieuse de l'ESL One: Road to Rio, Gla1ve annonce 2 jours après sur Twitter prendre une pause de plusieurs mois à la suite de problèmes de stress et d’épuisement. Une semaine plus tard c'est au tour de Xyp9x de prendre du repos et sera remplacé le temps de la DreamHack Master Spring 2020 par Snappi prêté par TIGER. Très vite un nouveau changement effectif est annoncé, JUGi qui n'a alors joué que 9 matchs avec les Astralis est remplacé par Bubzkji. Ce dernier, arrivant de Mad Lions, a signé un contrat de 2 ans.
En avril 2021, dev1ce quitte l'équipe ; il rejoint Ninjas in Pyjamas.
Le 23 juillet 2021, Astralis annonce le renouvellement du contrat du leader de l'équipe Gla1ve pour 3 ans. Quelques jours après, la structure annonce le recrutement du sniper danois Philip « Lucky » Ewald en provenance de l'équipe Tricked,. Au major de Stockholm, Astralis ne parvient pas à se qualifier pour les quarts de finale. À la suite de cet échec, Benjamin ⁠« blameF » Bremer et Kristian ⁠« k0nfig⁠ » Wienecke font leur arrivée dans l'équipe en provenance de Complexity Gaming. Ils remplacent dupreeh et Magisk, mis sur le banc en attendant l'expiration de leur contrat. Alexander « ⁠ave » Holdt remplace zonic, également en fin de contrat, en tant qu'entraîneur.
Astralis remplace le sniper Lucky par Asger « farlig » Jensen après l'élimination en finale des play-in des IEM Katowice 2022.

## Équipe
| Nat. | Pseudo | Nom                | Rôle             | Date d'entrée    |
| ---- | ------ | ------------------ | ---------------- | ---------------- |
|      | dev1ce | Nicolai Reedtz     | Sniper           | 27 octobre 2022  |
|      | blameF | Benjamin Bremer    | Rifler           | 4 novembre 2021  |
|      | Gla1ve | Lukas Rossander    | Rifler / Leader  | 24 novembre 2016 |
|      | Xyp9x  | Andreas Højsleth   | Rifler           | 18 janvier 2016  |
|      | Buzz   | Christian Andersen | Rifler           | 22 décembre 2022 |
|      | farlig | Asger Jensen       | Inactif / Sniper | 22 février 2022  |

|  | casle | Peter Ardenskjold | Entraineur | 20 décembre 2022 |

| Pseudo        | Nom             | Date d'arrivée   | Date de départ   |
| ------------- | --------------- | ---------------- | ---------------- |
| Bubzkji       | Lucas Andersen  | 30 juillet 2020  | 31 janvier 2022  |
| dupreeh       | Peter Rasmussen | 18 janvier 2016  | 29 décembre 2021 |
| Magisk        | Emil Reif       | 7 février 2018   | 29 décembre 2021 |
| zonic (Coach) | Danny Sørensen  | 18 janvier 2016  | 29 décembre 2021 |
| dev1ce        | Nicolai Reedtz  | 18 janvier 2016  | 23 avril 2021    |
| es3tag        | Patrick Hansen  | 1er juillet 2020 | 25 octobre 2020  |
| JUGi          | Jakob Hansen    | 11 mai 2020      | 31 juillet 2020  |
| Kjaerbye      | Markus Kjærbye  | 19 mai 2016      | 2 février 2018   |
| karrigan      | Finn Andersen   | 18 janvier 2016  | 19 octobre 2016  |
| cajunb        | René Borg       | 18 janvier 2016  | 19 mai 2016      |

## League of Legends
RFRSH Entertainment acquiert fin 2018, l'équipe de League of Legends, Origen, fondé par l'ancien joueur xPeke, pour se présenter au League of Legends European Championship 2019 (LEC). L'équipe conserve le nom d'Origen jusqu'au 15 septembre 2020.
Après la vente de l'équipe à Astralis Group, l'équipe se renomme en Astralis, xPeke prend également du recul vis-à-vis de la structure.
| Nat.                       | Pseudo    | Nom             | Rôle    | Date d'entrée     |
| -------------------------- | --------- | --------------- | ------- | ----------------- |
| Drapeau de la Suède        | Finn      | Finn Wiestål    | Top     | 1er décembre 2022 |
| Drapeau de la Turquie      | 113       | Doğukan Balcı   | Jungle  | 1er décembre 2022 |
| Drapeau de la Norvège      | LIDER     | Adam Ilyasov    | Mid     | 9 mars 2023       |
| Drapeau du Danemark        | Kobbe     | Kasper Kobberup | Bot     | 16 novembre 2021  |
| Drapeau de la Corée du Sud | JeongHoon | Lee Jeong-hoon  | Support | 4 mai 2022        |

| Drapeau de la Roumanie | AoD    | Baltat Alin-Ciprian                | Head Coach      | 17 novembre 2020 |
| Drapeau de l'Espagne   | Jandro | Alejandro Fernández-Valdés Pedrosa | Assistant Coach | 9 mars 2023      |

En Octobre 2023, la structure Française Karmine Corp (créée par le streamer Kameto) a annoncé le rachat du slot de la structure pour le LEC.
| Pseudo      | Nom                       | Rôle    | Date d'arrivée    | Date de départ    |
| ----------- | ------------------------- | ------- | ----------------- | ----------------- |
| Dajor       | Oliver Ryppa              | Mid     | 18 novembre 2021  | 22 février 2023   |
| Xerxe       | Andrei Dragomir           | Jungle  | 3 mai 2022        | 22 novembre 2022  |
| Viziscasci  | Kiss Tamás                | Top     | 2 mai 2022        | 22 novembre 2022  |
| Zanzarah    | Nikolay Akatov            | Jungle  | 17 novembre 2020  | 28 avril 2022     |
| promisq     | Hampus Mikael Abrahamsson | Support | 17 novembre 2020  | 10 mars 2022      |
| WhiteKnight | Matti Sormunen            | Top     | 17 novembre 2020  | 10 mars 2022      |
| Jeskla      | Jesper Klarin Strömberg   | Bot     | 17 novembre 2020  | 18 octobre 2021   |
| MagiFelix   | Felix Boström             | Mid     | 8 février 2021    | 22 septembre 2021 |
| Nukeduck    | Erlend Våtevik Holm       | Mid     | 15 septembre 2020 | 16 mars 2021      |
| Alphari     | Barney Morris             | Top     | 15 septembre 2020 | 17 novembre 2020  |
| Xerxe       | Andrei Dragomir           | Jungle  | 15 septembre 2020 | 17 novembre 2020  |
| Upset       | Elias Lipp                | Bot     | 15 septembre 2020 | 17 novembre 2020  |
| Jactroll    | Jakub Skurzyński          | Support | 15 septembre 2020 | 17 novembre 2020  |
| Destiny     | Mitchell Shaw             | Support | 15 septembre 2020 | 1er octobre 2020  |

## FIFA
Le 1er octobre 2019, Astralis Group se lance sur FIFA sous le nom Future FC. Il recrute dans un premier temps Fatih « Ustun » Üstün recent vainqueur de la Fifa eClub World Cup 2018 avec Brøndby IF eSport.
Le 15 septembre 2020, l'équipe se renomme en Astralis en même temps que l'équipe League of Legends. Quelques semaines plus tard, il signe August « Agge » Rosenmeier, le double champion du monde.
En fin d'année 2021, Astralis décide d'arrêter sa section masculine de FIFA pour se concentrer sur sa section féminine et Stephanie « Teca » Luana, la première joueuse à atteindre le la division Elite.
| \| Nat. \| Pseudo \| Nom \| Rôle \| Date d'entrée \| \| ---- \| ------ \| ---------------------------- \| ------- \| --------------- \| \| \| Teca \| Stephanie L. da Silva Santos \| Joueuse \| 5 novembre 2019 \| |        |                              |         |                 |
| Nat. | Pseudo | Nom                          | Rôle    | Date d'entrée   |
| | Teca   | Stephanie L. da Silva Santos | Joueuse | 5 novembre 2019 |

| Pseudo  | Nom               | Date d'arrivée   | Date de départ     |
| ------- | ----------------- | ---------------- | ------------------ |
| Agge    | August Rosenmeier | 1er octobre 2020 | 24 novembre 2021   |
| Ustun   | Fatih Üstun       | 1er octobre 2019 | 18 novembre 2021   |
| Skifter | Emil Skifter      | 24 août 2021     | 18 novembre 2021   |
| Feldman | Roee Feldman      | 1er octobre 2019 | 1er septembre 2021 |

## Rainbow Six Siege
Le 3 septembre 2021, Astralis arrive sur Tom Clancy's Rainbow Six: Siege en acquérant l'organisation anciennement connue sous le nom de Disrupt Gaming. Astralis fait ses débuts dans la North American League - 2021 Season - Stage 3 ou il termine 7e sur 9.
Leur seconde saison se passe beaucoup mieux, en reportant le North American League 2022 - Stage 1 et qualifé pour le Six Major de Charlotte, ils sont finalement battu en finale par DarkZero Esports. Astralis conserve son titre nord-américain lors du Stage 2, ce qui leur permet de se qualier pour le Major de Berlin.
| Nat. | Pseudo  | Nom            | Rôle   | Date d'entrée    |
| ---- | ------- | -------------- | ------ | ---------------- |
|      | Dpfire  | Matthew Macway | Joueur | 3 septembre 2021 |
|      | iconic  | David Ifidon   | Joueur | 3 septembre 2021 |
|      | J9O     | Jack Burkard   | Joueur | 3 septembre 2021 |
|      | Shuttle | Aaron Dugger   | Joueur | 3 septembre 2021 |
|      | Forrest | Roman Breaux   | Joueur | 2 mars 2022      |

|  | Callout | Seth Mik    | Coach   | 29 janvier 2022  |
|  | Mango   | Adam Pazner | Analyst | 3 septembre 2021 |

| Pseudo | Nom             | Date d'arrivée   | Date de départ  |
| ------ | --------------- | ---------------- | --------------- |
| Retro  | Alexander Lloyd | 3 septembre 2021 | 21 janvier 2022 |

## Fortnite Battle Royale
Le 19 novembre 2021, Astralis ouvre sa section Fortnite avec le recrutement de Thomas « Th0masHD » Høxbro Davidsen, un finaliste régulier des Fortnite Champion Series (FNCS).
| \| Nat. \| Pseudo \| Nom \| Rôle \| Date d'entrée \| \| ---- \| -------- \| ---------------------- \| ------ \| ---------------- \| \| \| Th0masHD \| Thomas Høxbro Davidsen \| Joueur \| 19 novembre 2021 \| |          |                        |        |                  |
| Nat. | Pseudo   | Nom                    | Rôle   | Date d'entrée    |
| | Th0masHD | Thomas Høxbro Davidsen | Joueur | 19 novembre 2021 |

## Palmarès
- CS:GO Major Championships :
  - Vainqueur
    - StarLadder Major: Berlin 2019[34]:  dev1ce, dupreeh, gla1ve, Magisk, Xyp9x
    - IEM Major: Katowice 2019[35]: dev1ce, dupreeh, gla1ve, Magisk, Xyp9x
    - FACEIT Major: London 2018[36]: dev1ce, dupreeh, gla1ve, Magisk, Xyp9x
    - ELEAGUE Major: Atlanta 2017[37]: dev1ce, dupreeh, gla1ve, Kjaerbye, Xyp9x

- Premier Tournaments  :
  - Vainqueur
    - ESL Pro League Season 12 - Finals
    - BLAST Pro Series: Global Final 2019
    - ESL Pro League Season 8 - Finals
    - Esports Championship Series Season 6 - Finals
    - ELEAGUE CS:GO Premier 2018
    - Esports Championship Series Season 5 - Finals
    - ESL Pro League Season 7 - Finals
- FIFA
  -  Platina Brasil PlayStation Tournament - FIFA 22 : Teca
  -  FIFAe Club World Cup 2021 Europe - FIFA 21 : Üstun, Agge
- Rainbow Six: Siege
  -  North American League 2022 - Stage 1 : Dpfire, iconic, J9O, Shuttle, Forrest
  -  North American League 2022 - Stage 2 : Dpfire, iconic, J9O, Shuttle, Forrest
  -  Six Charlotte Major 2022 : Dpfire, iconic, J9O, Shuttle, Forrest